# Internationale Friedensfahrt 1982
Die 35. Internationale Friedensfahrt (Course de la paix) war ein Straßenradrennen, das vom 9. bis 23. Mai 1982 ausgetragen wurde.
Die 35. Auflage dieses Radrennens bestand aus 12 Einzeletappen und führte auf einer Gesamtlänge von 1.941 km von Prag über Warschau nach Berlin. 94 Fahrer aus 16 Ländern starteten in Prag, 87 von ihnen erreichten das Ziel in Berlin. Olaf Ludwig aus der DDR gewann das gelbe Trikot des Gesamteinzelsiegers. Des Weiteren gewann er das Rosa Trikot des vielseitigsten, das Violette des aktivsten und das Weiße des punktbesten Fahrers. Mannschaftssieger war die DDR. Der beste Bergfahrer und damit Gewinner des grünen Trikots war Henryk Santysiak aus Polen.

## Alle Teams und Fahrer
94 Fahrer aus 16 Ländern starteten zum Prolog in Prag. 87 von ihnen erreichten das Ziel in Berlin. Pro Mannschaft waren sechs Fahrer zugelassen. Marokko und Jugoslawien starteten mit lediglich fünf Fahrern. Mit Schachid Sagretdinow, Sergei Suchorutschenkow und Iwan Mistschenko waren die drei bestplatzierten der letztjährigen Friedensfahrt erneut am Start. Mit Suchorutschenkow (1979), Juri Barinow (1980) und eben Sagretdinow (1981) waren gleichzeitig die Sieger der letzten drei Rundfahrten dabei. Ursprünglich sollte ein Team „Skandinavien“ antreten. Der Plan scheiterte jedoch an den unterschiedlichen Interessen der beteiligten nationalen Radsportverbände.
| 01 – Lechosław Michalak 02 – Grzegorz Banaszek 03 – Tadeusz Krawczyk 04 – Witold Mokiejewski 05 – Henryk Santysiak 06 – Andrzej Serediuk |

| 07 – Claudio Pettina 08 – Giovanni Bottoia 09 – Patrizio Gambirasio 10 – Federico Longo 11 – Marco Vitali 12 – Massimo Ghirotto |

| 13 – Rihu Suun 14 – Schachid Sagretdinow 15 – Iwan Mistschenko 16 – Sergei Suchorutschenkow 17 – Juri Barinow 18 – Anatoli Jarkin |

| 19 – Milan Jurčo 20 – Vladimír Kozárek 21 – Jiří Stratílek 22 – Michal Klasa 23 – Vladimír Vávra 24 – Jiří Škoda |

| 25 – Mircea Romașcanu 26 – Constantin Căruţaşu 27 – Trajan Sarbu 28 – Costica Paraschiv 29 – Ionel Gancea 30 – Cornel Nicolae |

| 31 – Félix Urbain 32 – Philippe Saudé 33 – Michel Charréard 34 – Marceau Pilon 35 – Christian Sobota 36 – Jean-Claude Bagot |

| 37 – Mustapha Nejjari 38 – Ahmed Rhaili 39 – Al Habib Benqadi 40 – Jilali Dinani 41 – Khalid Touzani 0 |

| 43 – Alf Blomback 44 – Ole Blomback 45 – Hannu Jussila 46 – Hannu Luoto 47 – Hannu Palosaari 48 – Jarmo Sorsa |

| 49 – Damdinsürengiin Orgodol 50 – Luwsandagwyn Dschargalsaichan 51 – Dordschpalamyn Tsolmon 52 – Daschdschamtsyn Mönchbat 53 – Tsedendamba Ganbold 54 – Batsüchiin Chajanchjarwaa |

| 55 – Thomas Barth 56 – Falk Boden 57 – Jörg Köhler 58 – Lutz Lötzsch 59 – Olaf Ludwig 60 – Andreas Petermann |

| 61 – Dragan Dostanic 62 – Rajko Čubrić 63 – Mirko Rakuš 64 – Bojan Udovič 65 – Radomir Pavlovic 0 |

| 67 – Gerrie Takens 68 – Johannes van Asten 69 – Adrie van der Poel 70 – Johan Lammerts 71 – Johannes Daams 72 – Steven Rooks |

| 73 – Belmiro Silva 74 – Carlos Santos 75 – Luis Teixeira 76 – António Fernandes 77 – Fernando Sousa Fernandes 78 – Elias Campos |

| 85 – Nentscho Stajkow 86 – Jordan Pentschew 87 – Nasko Stojczew 88 – Weliko Welikow 89 – Christo Chinkow 90 – Pejo Todorow |

| 097 – Orestes Mora 098 – Eduardo Alonso 099 – Alfonso Roberto Rodríguez 100 – José Hernandez 101 – Jorge Pérez 102 – Miguel Quintero |

## Trikots
Bei dieser Rundfahrt wurden sechs Trikots vergeben: das Gelbe Trikot des Gesamtbesten, das Blaue der besten Mannschaft, das Rosa des vielseitigsten Fahrers, das Violette des aktivsten Fahrers, das Grüne des besten Bergfahrers und das Weiße des punktbesten Fahrers.
Am Ende jeder Etappe (nicht Prolog) erhielt der Sieger 10 Sekunden, der Zweite 6 Sekunden und der Dritte 3 Sekunden Bonifikation für die Gesamtwertung – und damit für das gelbe Trikot. Bei der letztjährigen Rundfahrt waren es noch fünf, drei und eine Sekunde.
Die jeweils ersten drei der Schlusswertungen des Violetten, Grünen und Weißen Trikots erhielten zusätzlich 10, 6 und 3 Sekunden Zeitgutschrift.

## Etappenübersicht
| Etappe     | Start – Ziel                     | Etappensieger                    | Land                 | Etappen- länge | Fahrzeit std:min:s |
| ---------- | -------------------------------- | -------------------------------- | -------------------- | -------------- | ------------------ |
| 0Prolog    | Einzelzeitfahren in Prag         | Olaf Ludwig                      | DDR                  | 006 km         | 2:46:40            |
| 01. Etappe | Prag – Hradec Králové            | Johan Lammerts                   | Niederlande          | 184 km         | 4:21:29            |
| 02. Etappe | Hradec Králové – Olomouc         | Riho Suun                        | UdSSR                | 149 km         | 3:21:36            |
| 03. Etappe | Olomouc – Dubnica nad Váhom      | Riho Suun                        | UdSSR                | 185 km         | 4:36:00            |
| 04. Etappe | Dubnica nad Váhom – Ostrava      | Olaf Ludwig                      | DDR                  | 161 km         | 4:03:00            |
| 05. Etappe | Opava – Częstochowa              | Patrizio Gambirasio              | Italien              | 188 km         | 4:31:44            |
| 06. Etappe | Częstoch. – Piotrków Trybunalski | Schachid Sagretdinow             | UdSSR                | 155 km         | 3:29:11            |
| 07. Etappe | Piotrków Trybunalski – Warschau  | Schachid Sagretdinow             | UdSSR                | 151 km         | 3:13:53            |
| 08. Etappe | Kutno – Poznań                   | Olaf Ludwig                      | DDR                  | 178 km         | 4:19:42            |
| 09. Etappe | Poznań – Frankfurt (Oder)        | Giovanni Bottoia                 | Italien              | 171 km         | 3:53:52            |
| 10. Etappe | Frankf. (Oder) – Neubrandenburg  | Olaf Ludwig                      | DDR                  | 198 km         | 4:39:47            |
| 11. Etappe | Einzelzeitfahren in Neubran.     | Olaf Ludwig                      | DDR                  | 030 km         | 2:36:47            |
| 12. Etappe | Neubrandenburg – Ost-Berlin      | Mircea Romașcanu/ Philippe Saudé | Rumänien/ Frankreich | 186 km         | 4:27:38            |

Mit Ausnahme des Zeitfahrens wurden auf jeder Etappe drei Prämiensprints ausgetragen. Es gab insgesamt acht Bergwertungen der Kategorie II und drei Bergwertungen der Kategorie I. Die letzte Bergwertung der Rundfahrt gab es bereits auf der 5. Etappe.

## Führungen im Rundfahrtverlauf
Die Tabelle zeigt den Führenden in der jeweiligen Wertung zu Beginn der jeweiligen Etappe an.
| Etappe      | Gelbes Trikot        | Rosa Trikot      | Violettes Trikot | Grünes Trikot    | Weißes Trikot  | Teamwertung |
| ----------- | -------------------- | ---------------- | ---------------- | ---------------- | -------------- | ----------- |
| 0Prolog     | ohne                 | ohne             | ohne             | ohne             | ohne           | ohne        |
| 01. Etappe  | Olaf Ludwig          | nicht vergeben   | nicht vergeben   | nicht vergeben   | nicht vergeben | DDR         |
| 02. Etappe  | Johan Lammerts       | Falk Boden       | Falk Boden       | Jiří Škoda       | Falk Boden     | DDR         |
| 03. Etappe  | Thomas Barth         | Jiří Škoda       | Anatoli Jarkin   | Jiří Škoda       | Thomas Barth   | DDR         |
| 04. Etappe  | Rihu Suun            | Christian Sobota | Christian Sobota | Henryk Santysiak | Thomas Barth   | DDR         |
| 05. Etappe  | Rihu Suun            | Olaf Ludwig      | Christian Sobota | Henryk Santysiak | Michal Klasa   | DDR         |
| 06. Etappe  | Schachid Sagretdinow | Olaf Ludwig      | Christian Sobota | Henryk Santysiak | Olaf Ludwig    | DDR         |
| 07. Etappe  | Schachid Sagretdinow | Olaf Ludwig      | Christian Sobota | Henryk Santysiak | Olaf Ludwig    | DDR         |
| 08. Etappe  | Schachid Sagretdinow | Olaf Ludwig      | Olaf Ludwig      | Henryk Santysiak | Olaf Ludwig    | DDR         |
| 09. Etappe  | Schachid Sagretdinow | Olaf Ludwig      | Olaf Ludwig      | Henryk Santysiak | Olaf Ludwig    | DDR         |
| 010. Etappe | Schachid Sagretdinow | Olaf Ludwig      | Olaf Ludwig      | Henryk Santysiak | Olaf Ludwig    | DDR         |
| 11. Etappe  | Schachid Sagretdinow | Olaf Ludwig      | Olaf Ludwig      | Henryk Santysiak | Olaf Ludwig    | DDR         |
| 12. Etappe  | Olaf Ludwig          | Olaf Ludwig      | Olaf Ludwig      | Henryk Santysiak | Olaf Ludwig    | DDR         |
| Sieger      | Olaf Ludwig          | Olaf Ludwig      | Olaf Ludwig      | Henryk Santysiak | Olaf Ludwig    | DDR         |

## Etappen im Detail
Bei allen Zeitangaben sind die Etappenzeitgutschriften bereits mit eingerechnet.

### Prolog
Der Prolog hatte eine Länge von 5,7 km und wurde in Prag ausgetragen. Olaf Ludwig gewann mit einem Stundenmittel von 51,3 km/h.
|    | Fahrer            | Zeit       |
| -- | ----------------- | ---------- |
| 1. | Olaf Ludwig       | 6:40 min   |
| 2. | Falk Boden        | + 0:02 min |
| 3. | Michal Klasa      | + 0:03 min |
| 4. | Milan Jurco       | + 0:03 min |
| 5. | Andreas Petermann | + 0:07 min |

### 1. Etappe: Prag – Hradec Králové, 184 km
Die erste Etappe führte auf einer hügeligen Strecke von Prag nach Hradec Králové. Nach 129 km bildete sich eine 28-köpfige Spitzengruppe – ohne Olaf Ludwig, den Träger des Gelben Trikots. 7 km vor dem Ziel setzte sich der Niederländer Johan Lammerts ab, gewann die Etappe und übernahm das Gelbe Trikot.
|    | Fahrer         | Zeit        |
| -- | -------------- | ----------- |
| 1. | Johan Lammerts | 4:21:29 min |
| 2. | Rihu Suun      | + 0:45 min  |
| 3. | Falk Boden     | + 0:48 min  |
| 4. | Vladimír Vávra | + 0:51 min  |
| 5. | Jarmo Sorsa    | + 0:51 min  |

### 2. Etappe: Hradec Králové – Olomouc, 159 km
Die zweite Etappe führte auf einer erst flachen und später bergreichen Strecke von Hradec Králové nach Olomouc. Johan Lammerts, der Träger des Gelben Trikots stürzte bereits nach fünf Kilometern und fiel im Gesamtklassement über zwölf Minuten zurück. Auf dem Weg zur zweiten Bergwertung nach 112 km bildete sich eine 26-köpfige Spitzengruppe. Riho Suun aus der UdSSR gewann die Etappe vor Thomas Barth aus der DDR. Im Gesamtklassement lagen Thomas Barth und Lutz Lötzsch zeitgleich in Führung. Da laut Regel bei Zeitgleichheit die besseren Tagesplatzierungen entschieden, übernahm Barth das Gelbe Trikot.
|    | Fahrer               | Zeit        |
| -- | -------------------- | ----------- |
| 1. | Rihu Suun            | 3:21:36 min |
| 2. | Thomas Barth         | + 0:04 min  |
| 3. | Michal Klasa         | + 0:07 min  |
| 4. | Schachid Sagretdinow | + 0:10 min  |
| 5. | Vladimír Kozárek     | + 0:10 min  |

### 3. Etappe: Olomouc – Dubnica nad Váhom, 185 km
Die dritte Etappe führte auf einer bergreichen Strecke mit fünf Bergwertungen von Olomouc nach Dubnica nad Váhom. Bereits nach 3 km setzte sich ein Sextett ab. Der Pole Henryk Santysiak sicherte sich aus dieser Gruppe heraus alle fünf Bergwertung und übernahm damit das Grüne Trikot, welches er bis zum Ende der Rundfahrt nicht mehr abgeben sollte. Bevor die Gruppe eingeholt wurde, setzt sich der Franzose Christian Sobota alleine ab und wurde erst 9 km vor dem Ziel eingeholt. Er übernahm am Ende der Etappe das Violette und das Rosa Trikot. Der Etappensieg wurde im Spurt ermittelt. Wie am Vortag gewann Rihu Suun aus der UdSSR. Dank der 10 Sekunden Zeitgutschrift übernahm er das Gelbe Trikot.
|    | Fahrer               | Zeit        |
| -- | -------------------- | ----------- |
| 1. | Rihu Suun            | 4:36:00 min |
| 2. | Schachid Sagretdinow | + 0:04 min  |
| 3. | Olaf Ludwig          | + 0:07 min  |
| 4. | Marco Vitali         | + 0:10 min  |
| 5. | Michal Klasa         | + 0:10 min  |

### 4. Etappe: Dubnica nad Váhom – Ostrava, 161 km
Die vierte Etappe führte von Dubnica nad Váhom nach Ostrava. Sie war anfangs bergig und wurde später flach. In den Bergen blieb das Feld zusammen. Nach gut 100 km startet Olaf Ludwig einen alleinigen Fluchtversuch, wurde aber nach einigen Kilometern gestellt. Es gab weitere Attacken anderer Fahrer. 8 km vor dem Ziel war das Feld wieder geschlossen und die Etappe wurde im Zielspurt entschieden. Olaf Ludwig gewann vor den Italienern Marco Vitali und Patrizio Gambirasio.
|    | Fahrer               | Zeit        |
| -- | -------------------- | ----------- |
| 1. | Olaf Ludwig          | 4:03:00 min |
| 2. | Marco Vitali         | + 0:04 min  |
| 3. | Patrizio Gambirasio  | + 0:07 min  |
| 4. | Schachid Sagretdinow | + 0:10 min  |
| 5. | Falk Boden           | + 0:10 min  |

### 5. Etappe: Opava – Częstochowa, 188 km
Die fünfte Etappe führte über anfangs hügeliges und später flaches Gelände vom Tschechoslowakischen Opava ins Polnische Częstochowa. Mit Ausnahme von individuellen Fluchtversuchen, blieb das Feld zusammen. Die Attacke des Franzosen Michel Charréard wurde erst 180 m vor dem Ziel beendet. Im Spurt siegte der Italiener Patrizio Gambirasio. Durch die sechs Sekunden Zeitgutschrift schob sich Schachid Sagretdinow in der Gesamtwertung an seinem Landsmann Rihu Suun vorbei und übernahm das Gelbe Trikot.
|    | Fahrer               | Zeit        |
| -- | -------------------- | ----------- |
| 1. | Patrizio Gambirasio  | 4:31:44 min |
| 2. | Schachid Sagretdinow | + 0:04 min  |
| 3. | Olaf Ludwig          | + 0:07 min  |
| 4. | Michal Klasa         | + 0:10 min  |
| 5. | Carlos Santos        | + 0:10 min  |

### 6. Etappe: Częstochowa – Piotrków Trybunalski, 155 km
Die sechste Etappe war eine Flachetappe und führte von Częstochowa nach Piotrków Trybunalski. Es gab mehrere Angriffsversuche, doch am Ziel im Stadion kam das Feld geschlossen an. Es siegte Schachid Sagretdinow vor Rihu Suun und Olaf Ludwig.
|    | Fahrer               | Zeit        |
| -- | -------------------- | ----------- |
| 1. | Schachid Sagretdinow | 3:29:11 min |
| 2. | Rihu Suun            | + 0:04 min  |
| 3. | Olaf Ludwig          | + 0:07 min  |
| 4. | Patrizio Gambirasio  | + 0:10 min  |
| 5. | Tadeusz Krawczyk     | + 0:10 min  |

### 7. Etappe: Piotrków Trybunalski – Warschau, 151 km
Die siebente Etappe führte auf flachem Gelände von Piotrków Trybunalski in die polnische Hauptstadt Warschau. Nach 120 km setzt sich eine 14-köpfige Gruppe ab, die bis zu 55 Sekunden Vorsprung hatte. Das Feld startete eine Aufholjagd und schluckte die Gruppe knapp zwei Kilometer vor dem Ziel. Im Fotofinish siegte der Gesamtführende Schachid Sagretdinow vor dem Polen Lechosław Michalak und Olaf Ludwig.
|    | Fahrer               | Zeit        |
| -- | -------------------- | ----------- |
| 1. | Schachid Sagretdinow | 3:13:53 min |
| 2. | Lechosław Michalak   | + 0:04 min  |
| 3. | Olaf Ludwig          | + 0:07 min  |
| 4. | Patrizio Gambirasio  | + 0:10 min  |
| 5. | Rihu Suun            | + 0:10 min  |

### 8. Etappe: Kutno – Poznań, 178 km
Die achte Etappe führte auf flachem Gelände von Kutno nach Poznań. Das Feld erreichte geschlossen das Ziel und Olaf Ludwig sicherte sich im Sprint den Etappensieg.
|    | Fahrer               | Zeit        |
| -- | -------------------- | ----------- |
| 1. | Olaf Ludwig          | 4:19:42 min |
| 2. | Patrizio Gambirasio  | + 0:04 min  |
| 3. | Schachid Sagretdinow | + 0:07 min  |
| 4. | Mircea Romașcanu     | + 0:10 min  |
| 5. | Michal Klasa         | + 0:10 min  |

### 9. Etappe: Poznań – Frankfurt (Oder), 171 km
Auf der neunten Etappe verließen die Fahrer Polen und kamen in der DDR, in Frankfurt (Oder) ins Ziel. Die Flachetappe war anfänglich von vielen Attacken geprägt. Ein Quartett, bestehend aus dem Franzosen Marceau Pilon, dem Italiener Giovanni Bottoia, dem Rumänen Cornel Nicolae sowie dem Kubaner Orestes Mora konnte sich entscheidend absetzen, da das Feld diesmal zu spät nachsetzte. Mora und Pilon versuchten sich kurz vor Schluss mit Einzelaktionen aus dieser Gruppe zu lösen, jedoch ohne Erfolg. Der Italiener Giovanni Bottoia sicherte sich schließlich den Etappensieg.
|    | Fahrer           | Zeit        |
| -- | ---------------- | ----------- |
| 1. | Giovanni Bottoia | 3:53:52 min |
| 2. | Orestes Mora     | + 0:04 min  |
| 3. | Cornel Nicolae   | + 0:09 min  |
| 4. | Marceau Pilon    | + 0:12 min  |
| 5. | Falk Boden       | + 0:56 min  |

### 10. Etappe: Frankfurt (Oder) – Neubrandenburg, 198 km
Auf der zehnten und längsten Etappe der diesjährigen Rundfahrt fuhren die Fahrer auf flachem bis hügeligem Gelände von Frankfurt (Oder) nach Neubrandenburg. Nach 78 km bildete sich eine aussichtsreiche Spitzengruppe mit Juri Barinow, Thomas Barth, Jiří Škoda und Elias Campos. Das Feld setzt sofort nach und stellt die vier. Einem späteren Außenseiterquartett gestattete das Feld einen zwischenzeitlichen Vorsprung von fünf Minuten, schluckte jedoch auch dieses wieder. Beim Kilometer 149 kam es dann zu einem Massensturz bei dem auch Schachid Sagretdinow, der Träger des gelben Trikots verwickelt war. Der Sturz blieb jedoch ohne entscheidende Folgen für den Rennverlauf. Der letzte Ausreißer dieser Etappe, der Rumäne Mircea Romașcanu wurde 500 Meter vor dem Ziel gestellt. Olaf Ludwig sicherte sich im anschließenden Sprint seinen dritten Etappensieg.
|    | Fahrer               | Zeit        |
| -- | -------------------- | ----------- |
| 1. | Olaf Ludwig          | 4:39:47 min |
| 2. | Patrizio Gambirasio  | + 0:04 min  |
| 3. | Rihu Suun            | + 0:07 min  |
| 4. | Félix Urbain         | + 0:10 min  |
| 5. | Schachid Sagretdinow | + 0:10 min  |

### 11. Etappe: Einzelzeitfahren in Neubrandenburg, 30 km
Olaf Ludwig hatte als 14. des Gesamtklassements 2:12 Minuten Rückstand auf den Führenden Schachid Sagretdinow. Auf den 30 Kilometern der hügeligen Strecke von Neubrandenburg nach Usadel und zurück nahm Ludwig ihm 3:05 Minuten (inklusive Zeitgutschrift für den Etappensieg) ab und ließ auch alle anderen Konkurrenten deutlich hinter sich. Ludwig gewann das Zeitfahren und übernahm mit fast einer Minute Vorsprung das Gelbe Trikot.
|    | Fahrer            | Zeit       |
| -- | ----------------- | ---------- |
| 1. | Olaf Ludwig       | 36:47 min  |
| 2. | Anatoli Jarkin    | + 1:16 min |
| 3. | Falk Boden        | + 1:28 min |
| 4. | Nenczo Stajkow    | + 2:04 min |
| 5. | Andreas Petermann | + 2:09 min |

### 12. Etappe: Neubrandenburg – Berlin, 186 km

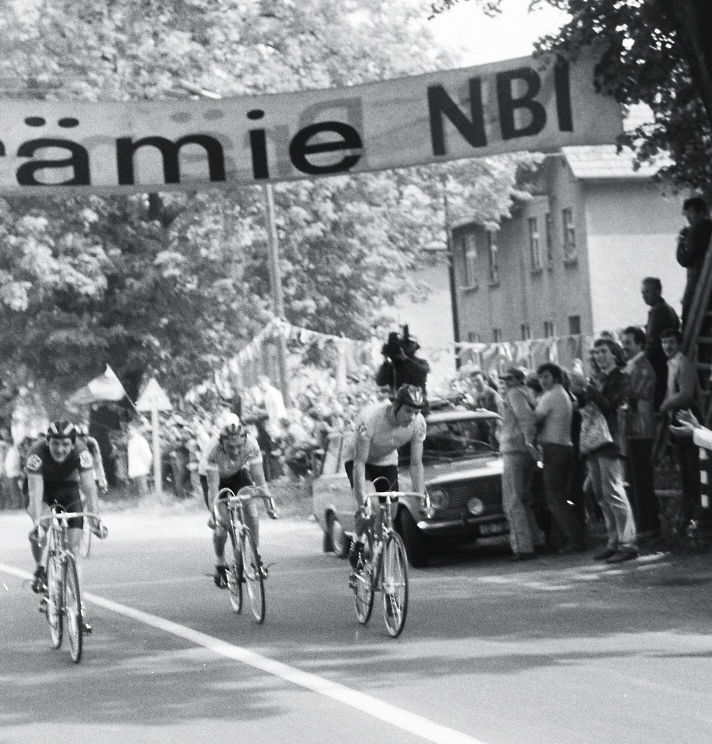
2. Prämiensprint in Fürstenberg/Havel; v.l.: Falk Boden (DDR), Karoly Jenei (UNG), Olaf Ludwig (DDR)

87 Fahrer gingen auf die letzte Etappe der Rundfahrt von Neubrandenburg nach Berlin. Die UdSSR-Fahrer fuhren von Anfang an Attacken, um das Gesamtklassement nochmal anzugreifen. Die DDR-Mannschaft vereitelte alle Versuche und so sicherte sich Olaf Ludwig das Gelbe Trikot. Mit einem zweiten und einem ersten Platz in den drei Prämiensprints sicherte sich Ludwig zudem endgültig das Violette Trikot.
In Berlin gab es dann ein Friedensfahrt-Kuriosum, nämlich zwei Tagessieger. Der Rumäne Mircea Romașcanu und der Franzose Philippe Saudé sprangen aus dem Feld weg und verteidigten den knappen Vorsprung bis zum Ziel. Romascanu fuhr als erster über die Ziellinie, hatte aber in der letzten Spitzkehre geringfügig abgekürzt. Als salomonisches Urteil entschied sich die Jury schließlich für beide als Sieger. (x)
|    | Fahrer               | Zeit         |
| -- | -------------------- | ------------ |
| 1. | Mircea Romașcanu     | 4:27:38 min  |
| 1. | Philippe Saudé       | gleiche Zeit |
| 3. | Olaf Ludwig          | + 0:19 min   |
| 4. | Patrizio Gambirasio  | + 0:22 min   |
| 5. | Schachid Sagretdinow | + 0:22 min   |

## Gesamtergebnis

### Gesamtwertungen
Während der 35. Internationalen Friedensfahrt gab es insgesamt fünf verschiedene Träger des Gelben Trikots. Die längste Zeit, sechs Etappen, trug es Vorjahressieger Schachid Sagretdinow. Rihu Suun und Olaf Ludwig fuhren zwei Etappen in Gelb, Thomas Barth und Johan Lammerts jeweils eine.
| Platz | Name                 | Land                            | Zeit       |
| ----- | -------------------- | ------------------------------- | ---------- |
| 1     | Olaf Ludwig          | Deutsche Demokratische Republik | 45:46:20 h |
| 2     | Schachid Sagretdinow | Sowjetunion                     | + 1:10 min |
| 3     | Juri Barinow         | Sowjetunion                     | + 1:22 min |
| 4     | Thomas Barth         | Deutsche Demokratische Republik | + 1:41 min |
| 5     | Iwan Mistschenko     | Sowjetunion                     | + 1:44 min |
| 6     | Lutz Lötzsch         | Deutsche Demokratische Republik | + 1:51 min |
| 7     | Rihu Suun            | Sowjetunion                     | + 2:02 min |
| 8     | Vladimír Vávra       | Tschechoslowakei                | + 2:28 min |
| 9     | Anatoli Jarkin       | Sowjetunion                     | + 2:29 min |
| 10    | Milan Jurčo          | Tschechoslowakei                | + 2:35 min |

| Platz | Name                    | Land                            | Zeit       |
| ----- | ----------------------- | ------------------------------- | ---------- |
| 11    | Vladimír Kozárek        | Tschechoslowakei                | + 2:43 min |
| 12    | Belmiro Silva           | Portugal                        | + 3:04 min |
| 13    | Andrzej Serediuk        | Polen                           | + 3:09 min |
| 14    | Marco Vitali            | Italien                         | + 3:15 min |
| 15    | Nenczo Stajkow          | Bulgarien                       | + 3:20 min |
| 16    | Andreas Petermann       | Deutsche Demokratische Republik | + 3:21 min |
| 17    | Sergei Suchorutschenkow | Sowjetunion                     | + 3:53 min |
| 18    | Tadeusz Krawczyk        | Polen                           | + 3:54 min |
| 19    | Michal Klasa            | Tschechoslowakei                | + 4:11 min |
| 20    | Mircea Romașcanu        | Rumänien                        | + 4:29 min |

| Platz | Name               | Land                            | Zeit        |
| ----- | ------------------ | ------------------------------- | ----------- |
| 21    | Jiří Škoda         | Tschechoslowakei                | + 4:44 min  |
| 22    | Jörg Köhler        | Deutsche Demokratische Republik | + 4:57 min  |
| 23    | Jiří Stratílek     | Tschechoslowakei                | + 4:59 min  |
| 24    | Costica Paraschiv  | Rumänien                        | + 5:08 min  |
| 25    | Jean-Claude Bagot  | Frankreich                      | + 6:25 min  |
| 26    | Fernando Fernandes | Portugal                        | + 6:54 min  |
| 27    | Michel Charréard   | Frankreich                      | + 8:20 min  |
| 28    | Witold Mokiejewski | Polen                           | + 9:46 min  |
| 29    | Christian Sobota   | Frankreich                      | + 10:00 min |
| 30    | Lechosław Michalak | Polen                           | + 10:12 min |

### Mannschaftswertung (Blaues Trikot)
Gleich mit dem Prolog übernahm die DDR die Führung in der Mannschaftswertung und gab das Blaue Trikot bis zum Ende der Rundfahrt nicht mehr ab.
| Platz | Land                            | Zeit        |
| ----- | ------------------------------- | ----------- |
| 1     | Deutsche Demokratische Republik | 137:18:23 h |
| 2     | Sowjetunion                     | + 3:01 min  |
| 3     | Tschechoslowakei                | + 5:09 min  |
| 4     | Bulgarien                       | + 7:18 min  |
| 5     | Polen                           | + 10:23 min |
| 6     | Rumänien                        | + 20:04 min |
| 7     | Frankreich                      | + 21:45 min |
| 8     | Portugal                        | + 23:55 min |
| 9     | Italien                         | + 33:06 min |
| 10    | Kuba                            | + 47:40 min |
| 11    | Niederlande                     | + 52:33 min |
| 12    | Ungarn                          | + 54:50 min |
| 13    | Marokko                         | + 1:42:48 h |
| 14    | Finnland                        | + 1:54:32 h |
| 15    | Jugoslawien                     | + 2:02:08 h |
| 16    | Mongolei                        | + 4:05:41 h |

### Vielseitigster Fahrer (Rosa Trikot)
| Platz | Name                 | Land                            | Punkte |
| ----- | -------------------- | ------------------------------- | ------ |
| 1     | Olaf Ludwig          | Deutsche Demokratische Republik | 38     |
| 2     | Schachid Sagretdinow | Sowjetunion                     | 16     |
| 3     | Michal Klasa         | Tschechoslowakei                | 11     |
| 4     | Falk Boden           | Deutsche Demokratische Republik | 11     |
| 5     | Rihu Suun            | Sowjetunion                     | 7      |
| 6     | Jiří Škoda           | Tschechoslowakei                | 7      |
| 7     | Christian Sobota     | Frankreich                      | 7      |
| 8     | Thomas Barth         | Deutsche Demokratische Republik | 6      |

### Aktivster Fahrer (Violettes Trikot)
| Platz | Name               | Land                            | Punkte |
| ----- | ------------------ | ------------------------------- | ------ |
| 1     | Olaf Ludwig        | Deutsche Demokratische Republik | 32     |
| 2     | Falk Boden         | Deutsche Demokratische Republik | 26     |
| 3     | Giovanni Bottoia   | Italien                         | 25     |
| 4     | Christian Sobota   | Frankreich                      | 18     |
| 5     | Anatoli Jarkin     | Sowjetunion                     | 14     |
| 6     | Michel Charréard   | Frankreich                      | 14     |
| 7     | Johannes van Asten | Niederlande                     | 12     |
| 8     | Roberto Rodríguez  | Kuba                            | 12     |
| 9     | Rihu Suun          | Sowjetunion                     | 11     |
| 10    | Johan Lammerts     | Niederlande                     | 11     |

### Bester Bergfahrer (Grünes Trikot)
| Platz | Name              | Land             | Punkte |
| ----- | ----------------- | ---------------- | ------ |
| 1     | Henryk Santysiak  | Polen            | 17     |
| 2     | Christian Sobota  | Frankreich       | 10     |
| 3     | Miguel Quintero   | Kuba             | 10     |
| 4     | Jiří Škoda        | Tschechoslowakei | 8      |
| 5     | Pejo Todorow      | Bulgarien        | 8      |
| 6     | Roberto Rodríguez | Kuba             | 8      |
| 7     | Jean-Claude Bagot | Frankreich       | 7      |
| 8     | Nenczo Stajkow    | Bulgarien        | 6      |
| 9     | Claudio Pettina   | Italien          | 5      |
| 10    | Karoly Jenei      | Ungarn           | 5      |

### Punktbester Fahrer (Weißes Trikot)
| Platz | Name                 | Land                            | Punkte |
| ----- | -------------------- | ------------------------------- | ------ |
| 1     | Olaf Ludwig          | Deutsche Demokratische Republik | 70     |
| 2     | Schachid Sagretdinow | Sowjetunion                     | 96     |
| 3     | Rihu Suun            | Sowjetunion                     | 140    |
| 4     | Andreas Petermann    | Deutsche Demokratische Republik | 158    |
| 5     | Michal Klasa         | Tschechoslowakei                | 176    |
| 6     | Marco Vitali         | Italien                         | 177    |
| 7     | Falk Boden           | Deutsche Demokratische Republik | 180    |
| 8     | Vladimír Kozárek     | Tschechoslowakei                | 249    |
| 9     | Lechosław Michalak   | Polen                           | 266    |